# Repórter Mirante
"Repórter Mirante" é um programa jornalístico Brasileiro exibido pela TV Mirante desde abril de 1999, com o objetivo de explorar e apresentar as diversas facetas do Maranhão, destacando sua cultura, história, belezas naturais e o cotidiano de seu povo. ongo de mais de duas décadas, o programa consolidou-se como uma referência no jornalismo maranhense, oferecendo uma visão aprofundada e sensível sobre o estado. 
Desde estreia, o "Repórter Mirante" tem se destacado pela qualidade de suas reportagens e pela profundidade com que aborda os temas relacionados ao Maranhão. O proa já foi reconhecido com diversas premiações, como o Prêmio Cazumbá de Turismo e Cultura na categoria Mídias de Divulgação, que destaca iniciativas que promovem o turismo e a cultura no estado.
o "Repórter Mirante" celebrou 25 anos no ar, reafirmando seu compromisso em retratar o Maranhão de forma autêntica e envolvente. A Câmara Municipal de São Luís realizou uma sessão solenem homenagem ao proa e à TV Mirante, reconhecendo a contribuição significativa de ambos para a comunicação e a cultura maranhense. 
Ao longo de sua trajetória, o "Repórter Mirante" tem sido uma janela para o Maranhão, permitindo que espectadores locai de outras regiões conheçam mais sobre as riquezas e particularidades do estado. Com uma abordagem jornalística comprometida e sensível, o programa continua a ser uma fonte valiosa de informação e inspiração para todos que desejam aprofundar seu conhecimento sobre o Maranhão. 